# سلا و گروه اسپیدز
سلا و گروه اسپیدز (به انگلیسی: Selah and the Spades) یک فیلم سینمایی درام آمریکایی محصول سال ۲۰۱۹ به نویسندگی و کارگردانی تایاریشا پو، در اولین کارگردانی بلند خود، با بازی لاوی سیمون، سلست اوکانر، جارل جروم، جینا تورس و جسی ویلیامز است.
اولین نمایش این فیلم در جشنواره فیلم ساندنس در تاریخ ۲۷ ژانویه ۲۰۱۹ بود. در ۱۷ آوریل ۲۰۲۰، توسط آمازون استودیوز منتشر شد.

## داستان
سلا یک دانشجوی ارشد در مدرسه شبانه‌روزی پنسیلوانیا است، جایی که او رهبری جناحی از دانش آموزان به نام اسپیدز را می‌کند که به دانش آموزان دیگر مواد مخدر می‌فروشند. این مدرسه چهار جناح دیگر دارد اما برخلاف بقیه، سلا کسی را ندارد که بتواند در هنگام فارغ‌التحصیلی جایگزین او شود.